# もっといい日に
『もっといい日に』は、日本の歌手・絢香の10作目の配信限定シングル。

## 解説
シングルとしては2020年発売の『Xmas Santa』より約5ヶ月ぶりのリリースとなる。
Apple Music・Spotify・レコチョクなどの音楽配信サービスでの楽曲配信に先駆けて、4月3日に『TikTok』に先行投入が成されている。
絢香は本作に関して「コロナ禍に置いて家で過ごす時間が増える中で、明日が今日より良い日に変わっていく秘訣は、日常生活の中にたくさんのヒントが転がっている、そんなことを改めて認識することが出来たと思うことがありましたね。感謝の気持ちや助け合い、支え合う、シンプルながらもそれを大切にすることで景色の見え方が大分変わっていくんだなって改めて気付かされる事が多かったですね。」と本作に込めた思いを語っている。

## 収録曲
1. もっといい日に
作詞・作曲：絢香 / 編曲：河野圭